# Municipio de Valladolid (México)
Valladolid es uno de los 106 municipios del estado de Yucatán, México.

## Historia
- 1543. El 28 de mayo, Pablo D. Chan Torres funda el poblado de Valladolid.
- 1545. El 24 de marzo es abandonada la recién fundada población de Valladolid, trasladándose todos sus habitantes, así como sus autoridades a Zací, antigua capital de los Cupules.
- 1546. El 9 de diciembre estalla una efímera rebelión maya, misma que es fuertemente reprimida por los soldados españoles.
- 1823. El Congreso del Estado concede el 13 de diciembre el título de ciudad a la entonces Villa de Valladolid con el sobrenombre de la Sultana del Oriente.
- 1833. Se instala el primer telar en México, denominado “La Aurora de la industria Yucateca” y que fuera propiedad del capitán retirado de la marina militar Pedro Sáinz de Baranda.
- 1847. El 26 de julio es ejecutado en la ciudad de Valladolid Manuel Antonio Ay, dando inicio las hostilidades de la Guerra de Castas que habrían de durar más de cincuenta años.
- 1848. En la mañana del 28 de enero es atacada por primera vez la ciudad de Valladolid, al inicio de la llamada Guerra de Castas.
- 1848. El 14 de marzo se abandonó la ciudad de Valladolid por todos los pobladores, en virtud de lo difícil que se hacía su avituallamiento. Ese mismo día los mayas sublevados incendian la ciudad.
- 1906. Se inaugura el 4 de mayo, la red ferroviaria Mérida-Valladolid.
- 1910. El 4 de junio se da un levantamiento armado que desconocía la legalidad de las elecciones. A este movimiento se le conoce históricamente como la Primera Chispa de la Revolución.[7]
- 2000. El 30 de junio de 2000, se crea el Instituto Tecnológico Superior de Valladolid.

## Geografía

Mapa topográfico del municipio.

Limita al norte con Temozón, al sur con Cuncunul, Tekom y Chichimilá, al este con Chemax y al oeste con los municipios de Cuncunul y Uayma.

## Demografía
Principales localidades
El territorio del municipio de Valladolid albergaba a 223 localidades habitadas en el año 2010, aunque solamente 13 de ellas superaban los 500 habitantes.
| Localidades mayores de 500 habitantes en el municipio de Valladolid | Localidades mayores de 500 habitantes en el municipio de Valladolid | Localidades mayores de 500 habitantes en el municipio de Valladolid | Localidades mayores de 500 habitantes en el municipio de Valladolid |
| Código INEGI                                                        | Localidad                                                           | Coordenadas                                                         | Habitantes                                                          |
| ------------------------------------------------------------------- | ------------------------------------------------------------------- | ------------------------------------------------------------------- | ------------------------------------------------------------------- |
| 311020001                                                           | Valladolid                                                          | 20°41′22″N 88°12′06″O / 20.68944, -88.20167                         | 48.973                                                              |
| 311020045                                                           | Dzitnup                                                             | 20°38′50″N 88°14′40″O / 20.64722, -88.24444                         | 1.248                                                               |
| 311020047                                                           | Ebtún                                                               | 20°39′53″N 88°15′32″O / 20.66472, -88.25889                         | 996                                                                 |
| 311020055                                                           | Kanxoc                                                              | 20°37′02″N 88°05′58″O / 20.61722, -88.09944                         | 3.126                                                               |
| 311020075                                                           | Pixoy                                                               | 20°42′53″N 88°15′45″O / 20.71472, -88.26250                         | 1.054                                                               |
| 311020077                                                           | Popolá                                                              | 20°43′55″N 88°14′10″O / 20.73194, -88.23611                         | 4.176                                                               |
| 311020127                                                           | Tahmuy                                                              | 20°45′33″N 88°08′30″O / 20.75917, -88.14167                         | 958                                                                 |
| 311020129                                                           | Tesoco                                                              | 20°43′18″N 88°09′15″O / 20.72167, -88.15417                         | 1.362                                                               |
| 311020130                                                           | Tikuch                                                              | 20°42′11″N 88°06′43″O / 20.70306, -88.11194                         | 1.336                                                               |
| 311020132                                                           | Tixhualactún                                                        | 20°38′38″N 88°08′34″O / 20.64389, -88.14278                         | 1.576                                                               |
| 311020174                                                           | Xocén                                                               | 20°35′56″N 88°09′49″O / 20.59889, -88.16361                         | 2.407                                                               |
| 311020183                                                           | Xuilub                                                              | 20°25′03″N 88°01′44″O / 20.41750, -88.02889                         | 618                                                                 |
| 311020188                                                           | Yalcobá                                                             | 20°47′25″N 88°02′19″O / 20.79028, -88.03861                         | 2.808                                                               |
| Fuente: INEGI, Archivo Histórico de Localidades (2010).             |                                                                     |                                                                     |                                                                     |

## Actividades económicas
El municipio es el tercero en importancia económica en el estado de Yucatán, sólo después de Mérida y de Tizimín. Las principales actividades productivas municipales son la agricultura (maíz, hortalizas), la ganadería (bovinos), la manufactura de artesanías, el comercio y el turismo. Tiene una situación geográfica privilegiada al estar incorporada en el principal eje carretero estatal (Mérida-Cancún) lo que lo vincula con esos dos polos de desarrollo regional y las importantes zonas arqueológicas de Chichén Itzá, Tulum y Cobá. El municipio cuenta además con sus propias zonas arqueológicas que son importante atractivo turístico: Kumal, Xkuxil, Xkakuil, Dzoyolá y Xkax, están entre las más importantes.

## Presidentes Municipales
Esta es la lista de los Presidentes Municipales de Valladolid en la era moderna:
- C. Julián Aguilar 1941-1942
- C. Santiago Centeno 1943-1945
- C. Manuel J. 1945-1946
- C. Ermilo Alcocer 1947-1949
- C. Víctor Mendoza Gómez 1950-1952
- C. Ramón Escalante A. 1953-1955
- C. Francisco Alcocer V. 1956-1958
- C. José Rodríguez H. 1959-1961
- C. Álvaro Rosado E. 1962-1964
- C. Francisco Medina Núñez 1965-1967
- C. Luis Sosa Sabido 1968-1970
- C. Luis F. Novelo Alpizar 1969-1970
- C. Juan Alcocer Rosado 1971-1973
- C. Clemente Orozco Romero 1974-1975
- C. Víctor Gómez Escobedo 1976-1978
- C. Clemente Alcocer Rosado 1978-1981
- C. Miguel Rivero Castillo 1981-1984
- C. Gonzalo Escalante Rosado 1984-1987
- C. William H. Centeno Machain 1987-1990
- C. Liborio Vidal Aguilar 1990-1993
- C. Gonzalo de J. Cervera Bonilla 1993-1995
- C. Francisco Javier Cantón y Godoy 1995-1998
- C. Miguel Ángel Díaz Alcocer 1998-2001
- C. Roger David Alcocer García 2001-2003
- C. Jesús Manuel Chacón Vivas 2004-2007
- C. Mario Alberto Peniche Cárdenas 2007-2010
- C. Gonzalo José Escalante Alcocer 2010 - 2012
- C. Roger Alcocer García 2012 - 2015
- C. Alpha Alejandra Tavera Escalante 2015 - 2018
- Ing. Enrique de Jesús Ayora Sosa 2018-2021

## Turismo

### Ex-convento San Bernardino de Siena
El Convento de San Bernardino de Siena fue fundado por los Franciscanos recién llegados a Yucatán, siendo éste uno de los 7 edificados en todo el estado, el de San Bernardino es el segundo más grande, solamente después del de Izamal. Este convento fue la primera sede de los Franciscanos en Valladolid, en su interior aún resguarda algunos vestigios que sirvieron durante el proceso de evangelización de los mayas, aquí comenzó el proceso de conversión al catolicismo.
El conjunto en su totalidad está conformado por la iglesia, la capilla, el exconvento, el atrio y la huerta; en la entrada principal se encuentra el escudo franciscano, y en números romanos la fecha en que se concluyó su construcción. En el interior de la iglesia se observa un retablo tallado en madera y pintado en oro, muy cerca de ahí se puede ver la imagen de Santa Teresa de Jesús y en el otro lado, La Virgen Dolorosa.
En la parte de abajo se encuentra una noria que les proveía de agua pues da justo hacia la entrada de un cenote; en otra parte se puede admirar algunos murales a mano en los que puede notarse una procesión de santos, que por el paso del tiempo se han ido disolviendo poco a poco.
Durante la Guerra de Castas la iglesia fue saqueada y dañada como gran parte de la ciudad, sin embargo, el Convento no sufrió tanto daño en comparación con el resto de sus elementos, como las campanas que fueron enterradas frente a la capilla de San Roque. 

### Iglesia de San Servacio
La iglesia de San Servacio está en el centro de la ciudad al costado sur de la plaza principal, sustituye a la que se erigió en 1545 por el padre Francisco Hernández, cuya fachada miraba hacia el poniente como la generalidad de los templos yucatecos de la época colonial. En 1705 la iglesia original fue demolida parcialmente por orden del obispo Don Pedro de los Reyes Ríos por su profanación por el llamado "Crimen de los Alcaldes". En la fachada principal se observa un escudo labrado en piedra, con arabescos, corona real y al centro un gavilán blanco y la palma. A los lados del cuerpo central de la fachada se levantan dos torres de planta cuadrada compuesta de tres cuerpos: sobre la fachada principal se encuentra un reloj del siglo XIX, siendo el único público de la ciudad. La obra consta en su interior de nave, antesacristía y sacristía, en el exterior se encuentra el atrio y anexo, tiene una superficie de 6,658 m².
La portada principal tiene chapa de piedra labrada, rematada con una cornisa de balaustrada de cantera en la que destacan dos cuerpos con pilastras platerescas dobles y sencillas, ricamente decoradas con fines labrados en la cantería. En el segundo cuerpo, también labrado en piedra, esta un escudo arabesco de la corona real y cordón franciscano, y al centro una pequeña aguilita y la palma que suele figurar en los escudos de la región. Al lado del cuerpo central de la fachada, coronándola toda, dos torres simétricas que cuentan con campanarios portadores de grandes campanas que al repicar se escuchan hasta en los lugares más apartados de la ciudad, rematan su altura dos grandes cruces labradas en piedra; sobre su puerta principal también se puede admirar un escudo de adornos con finos; este escudo real español corresponde al primer Rey Borbón Felipe V, nieto del rey Luis XIV, quien ejerció la monarquía desde fines del siglo XVII hasta mediados del siglo XVIII.
Toda la edificación es de mampostería. En la parte intermedia entre las dos torres tiene la catedral un antiquísimo reloj con carátula de números romanos.
En el interior destaca la bóveda de canon, interrumpida en el crucero por una cúpula esférica con linternilla. Al fondo del presbiterio se encuentran cuatro retablos, algunos de los cuales cuentan con esculturas en nichos, todos adornados con motivos vegetales y veneras pintadas en dorado.
La razón por la que fue demolida en el año de 1705, fue el suceso llamado “El Crimen de los Alcaldes” en el año de 1703, al ser asesinados en su interior los señores Fernando Hipólito de Osorno y Gabriel de Covarrubias, por los entonces alcaldes de aquella época, por motivos políticos y personales. Ese acto fue el motivo por la que se cambió su orientación, para evitar que el altar quedara en la misma posición en el que fuera mancillado. En su interior también se encuentran criptas, algunas con más de 100 años de antigüedad.

### Cenote Zaci
Zací, palabra maya que significa "Gavilán blanco", era el nombre de la urbe prehispánica sobre la cual se fundó en 1543 la actual ciudad de Valladolid.
El cenote Zaci es un espacio protegido como sitio turístico. El acceso al cenote es por un túnel o gruta. Este cuerpo de agua tiene 45 metros de diámetro y una profundidad de 80 metros aproximadamente. Cerca de 40 metros de altura desde la boca al espejo de agua y en la entrada hay una escalera labrada en la roca con barandal que circunda al cenote. Se observan formaciones de estalactitas y estalagmitas que cuelgan del techo rocoso natural que cubre poco más de la tercera parte del cenote. Una característica de este lugar es la gran cantidad de aves, principalmente golondrinas, que han hecho de este lugar su hogar y que le dan una ambientación sonora al cenote.
Enclavado cerca de la plaza principal de la Sultana de Oriente, es uno de los cenotes a cielo abierto más grandes e impresionantes de la Península.
Este cenote fue parte integral del asentamiento prehispánico y se supone que no funcionó como área ceremonial (cuando sí lo era para los Cupules el cenote de Chichen – Itzá), y sí como para aprovisionamiento de agua.
Esta función continuo durante el periodo colonial y el siglo XIX, tal y como aparece en las crónicas y fuentes documentales. En las primeras décadas del siglo XX aparece reportado como balneario popular. Poco después fue incorporado como sitio turístico. De muy antigua formación, en este lugar las corrientes subterráneas afloraron al derrumbarse el techo de la bóveda del cenote. 